# Боб Блек
Боб Блек (енгл. Bob Black; Детроит, 4. јануар 1951) је савремени теоретичар друштва и анархиста, познат као заступник теорије укидања рада, који тврди да је рад узрок свих невоља на свету. Он предлаже стварање друштва заснованог на игри, забави, креативности, дружењу и уметности, и систем дистрибуције заснован на поклону.
Роберт Ц. Блек је рођен 1951. године, у Детроиту. Током школовања, био је избациван из трећег, шестог, осмог и дванаестог разреда. Из родног Детроита отишао је у Беркли, Калифорнија, где је студирао право и друштвене науке. Постојали су бројни утицаји на Боб Блека који су често били контрадикторни: Нова левица (Херберт Маркузе, франкфуртовци, Норман О’Браун), Вилхелм Рајх, Пол Гудман, анархисти, бројне радикалне групе из области Сан Франциска и других делова Америке (Yippies, Motherfuckers, Weathermen).
Почетком седамдесетих година почиње да прави и дистрибуира постере и летке у оквиру своје Последње Интернационале. Мало касније стиже и Укидање рада: један од најпопуларнијих и најшире дистрибуираних анархистичких памфлета икада.
Боб Блек је своју теорију о укидању рада први пут изложио у облику говора који је одржао у клубу за “забаву одраслих” Горила Грото у Сан Франциску 1981. године. Излагање је започео речима “нико не би требало да ради” што је у самом старту испровоцирало већи део публике. Убрзо је дошло до комешања на вратима где је обезбеђење избацивало бучну групу панкера, који су, на Блеков подстицај, покушавали да уђу бесплатно, а вече се завршило тако што је власник клуба послао гориле из обезбеђења да га испребијају и избаце напоље.
Боб Блек је данас један од најпознатијих и најконтроверзнијих анархиста.

## Дела
Књиге:
- Укидање рада

Текстови:
- Анархизам и друге препреке на путу ка Анархији
- (1991)
- (1992)